# 달마대사혈맥론 목판
달마대사혈맥론 목판(達磨大師血脈論 木板)은 대한민국 충청남도 서산시, 개심사에 있는 조선시대의 목판이다. 2016년 9월 1일 대한민국의 보물 제1916호로 지정되었다.

## 개요
개심사에 소장된 ‘『달마대사혈맥론』 목판’은 모두 7매가 전한다. 한 면에 1장에서 3장까지 새긴 판도 있고, 더욱이 “팔(八)”자형으로 굽어진 목판도 사용하였는데 이러한 경우에는 굽어진 형태에 맞추어 해당 장을 새겨 놓았다. 이렇게 서적을 목판의 크기나 모양에 맞추어 자유분방하게 새긴 사례는 매우 특이한 경우에 속한다. 『달마대사혈맥론 목판』은 1579년 5월에 간행되어 지금까지 거의 완전하게 전하는 것이다. 간행은 마지막 장의 “萬曆七年乙卯(1579)仲夏忠淸道瑞山地伽耶山普願寺留鎭”과 같이 선조 12년(1579) 5월에 개심사 인근에 있던 보원사나 보원사 인근에서 간행한 것이다. 조선시대에 간행된 「달마대사혈맥론」의 국내 전본으로 개심사 소장본보다 앞선 판본으로는 광양 옥룡사간본(1473), 무등산 안심사간본(1570) 등이 있으나 목판으로 전하는 것은 없다. 오직 개심사 『달마대사혈맥론』의 목판만이 완전하게 전하고 있다. 따라서 보물로 지정하여 원천자료를 보존할 가치가 있다고 판단된다.

## 같이 보기
- 달마대사혈맥론

## 참고 자료
- 달마대사혈맥론 목판 - 국가유산청 국가유산포털